# Слуцк, Аадо Самуилович
Аадо Самуилович Слуцк (эст. Aado Slutsk; 17 июля 1918, Рига — 28 сентября 2006, Таллинн) — эстонский советский журналист и внёсший значительный вклад организатор журналистики Эстонской ССР, в 1969—1981 годах — директор Гостелерадио ЭССР

На протяжении почти четверти века (1957–81), оставаясь во главе Эстонского радио, Аадо Слуцк сделал очень много.— Эстония: энциклопедический справочник / Гл. науч. ред.: Анто Раукас. — Таллинн: Издательство Эстонской энциклопедии, 2008. — 766 с. — стр. 539

## Биография
Родился в 1918 году в Риге, по национальности — еврей, настоящее имя — Адам.
В 1936 году окончил Таллинскую еврейскую гимназию, в 1936—1938 годах учился в Тартуском университете.
В июле 1940 года, после присоединения Эстонии к СССР, начал работать журналистом в таллиннской газете «Трудовой путь».
Участник Великой Отечественной войны, вначале был в эвакуации, в РККА с 1942 года, член ВКП(б) с 1943 года, литературный сотрудник дивизионной газеты 7-й Эстнской стрелковой дивизии, в декабре 1943 года получил тяжёлое ранение, эвакуирован в госпиталь г. Торопец где находился до мая 1944 года. 
Награждён Орденом Славы III степени (1951, за подвиг 1943 года), Орден Отечественной войны I степени (1985).
После вхождения советских войск в Эстонию в 1944—1945 годах редактировал таллиннскую газету «Ежедневные новости».
В 1945—1953 годах — в газете ЦК ЛКСМЭ «Noorte hääl» («Голос молодёжи»): руководитель отдела, затем ответственный редактор и в 1948—1951 — главный редактор.
Член Союза журналистов СССР, участник Первого съезда Союза журналистов СССР проведённого в 1959 году.
В 1954—1964 годах — старший, а затем ответственный редактор ежедневных новостей Гостелерадио ЭССР и главный редактор информационных программ.
С 1964 по 1981 год — заместитель председателя Комитета Эстонской ССР по радио и телевидению, которому подчинялось эстонское Радио.
Одновременно — в 1969—1981 годах — директор Гостелерадио ЭССР.
Был одним из основателей Союза журналистов Эстонской ССР, член правления, а в 1959-71 годах — заместитель председателя.
Внёс значительный вклад в становление советской эстонской журналистики. При его поддержке на эстонском радио было сделано много нововведений, Слуцк создал пресс-службу на радио, где анализировали мировые события, в 1967 году была открыта вторая программа эстонского радио Vikerraadio, которая была создана по образцу московского «Радио Маяк», чтобы конкурировать в первую очередь с «Голосом Америки».
Кроме того, увлекаясь спортом, был инициатором многих спортивных соревнований, был председателем комитета по пропаганде Спортивного комитета СССР, активный участник организации проводимой в Таллине в 1980 году в рамках Олимпиады-80 парусной регаты в Москве, в 1989—1998 годах был членом Олимпийского комитета Эстонии.
В 2004 году награждён Орденом Белой звезды V степени.
Умер в 2006 году в Таллине.